# Aptinothrips
Aptinothrips (лат.) — род трипсов из семейства Thripidae (Thysanoptera).

## Распространение
Изначально распространенный в Палеарктике, некоторые виды этого рода стали широко распространены по всему миру в регионах с умеренным климатом.

## Описание
Мелкие насекомые с четырьмя бахромчатыми крыльями. Самка бескрылая. Голова длиннее ширины, сетчатая с боков; нижнечелюстные пальпы 3-сегментные; глаза маленькие, с пятью пигментными фасетками; глазницы отсутствуют; волоски на глазнице I мелкие; заднеглазничные волоски мелкие и неправильные. Антенны 6- или 8-сегментные, I сегмент без дорсо-апикальных волосков, II сужен в основании, III и IV с простыми сенс-конусами, VI с несколькими микротрихиальными рядами на обеих поверхностях. Пронотум короче головы, без длинных волосков. Мезонотум слабо отделен от метанотума; присутствуют две пары кампановидных сенсилл. Метанотум не разделен на щит и щитик; парные кампановидные сенсиллы присутствуют и широко разделены у заднего края. Простернальные ферны слабо разделены, с небольшими бугорками по переднему краю; простернальный край широкий и поперечный. Мезостернум не отделен от стернума, стерноплевральные швы достигают переднего края; эндофурка без спинулы. Метростернум с крупной бахромой по заднему краю; эндофурка без шипика. лапки 1- или 2-сегментные. Тергиты брюшка отчётливо сетчатые, без ктенидий или краспед; II—VII с двумя парами или более волосков медиально в дополнение к трем или четырем парам у заднего края, срединная кампановидная сенсилла у заднего края; VIII тергит без гребня; IX тергит обычно с двумя парами кампановидных сенсилл, MD волосков мало; X со срединным расщеплением полным. Стерниты без краспеды, с дискальными волосками; стерниты III—VII с тремя парами постеромаргинальных волосков, II с двумя парами; стернит VII с S1 волосками перед задним краем. Самец похож на самку, но меньше; тергит IX с двумя парами коротких, часто длинных волосков; стерниты без поровой пластинки. Все виды этого рода живут на листьях злаков.

## Классификация
Включает около 5 видов из семейства Thripidae. В подсемействе Thripinae относится к родовой группе Anaphothrips.
- Aptinothrips iraniensis Alavi, 2020[2]
- Aptinothrips elegans Priesner, 1924
- Aptinothrips karnyi John, 1927
- Aptinothrips rufus (Haliday, 1836) (Thrips)
- Aptinothrips stylifer Trybom, 1894